# Carol Machado
Carolina Eichler Machado (Rio de Janeiro, 12 de abril de 1975) é uma atriz brasileira.

## Biografia
Carol começou a estudar teatro aos nove anos, estreando profissionalmente aos doze anos, no espetáculo "O Menino Maluquinho" de Ziraldo. Já trabalhou em diversas novelas para televisão, espetáculos teatrais e cinema. Graduada na Faculdade de Dança Angel Vianna. Também pratica e é professora de ioga e acrobacia aérea.

## Filmografia

### Televisão
| Ano  | Título                  | Personagem                                             |
| ---- | ----------------------- | ------------------------------------------------------ |
| 1989 | Top Model               | Jane Fonda Kundera                                     |
| 1990 | Lua Cheia de Amor       | Olívia                                                 |
| 1991 | Vamp                    | Dorothy de Araújo Gois                                 |
| 1995 | Cara & Coroa            | Clara                                                  |
| 1996 | Perdidos de Amor        | Jéssica Seabra                                         |
| 2002 | Papo Irado - Fantástico | amiga de Tati                                          |
| 2004 | A Grande Família        | Marcinha (Ep: Oitenta Milhões em Ação)                 |
| 2004 | Sob Nova Direção        | Tetê (Ep: Limba na Gorduchinha)                        |
| 2005 | A Lua me Disse          | Vitza Vranska                                          |
| 2007 | Toma Lá, Dá Cá          | Viviane (Ep: Galinha que Come Pedra)                   |
| 2008 | Casos e Acasos          | Camila (Ep: O Carro, o E-mail e o Rapper)              |
| 2008 | Casos e Acasos          | Marta (Ep: A Dominatrix, a Venda e a Babá)             |
| 2008 | Casos e Acasos          | Gabi (Ep: O Papai Noel, a Perna Quebrada e o Presépio) |
| 2009 | Aline                   | Gabi Toma-Todas (Ep: Aniversário de Aline)             |
| 2015 | Odeio Segundas          | Brenda                                                 |

### Cinema
- 1996 - Quem Matou Pixote? - Ana Lúcia

## No Teatro
- Confissões de Adolescente
- O Diário de Anne Frank
- Arlequim, Servidor de Dois Patrões